# Triazène
Le triazène, aussi connu comme triazanylène, est un composé inorganique insaturé ayant pour formule brute N3H3 . Il n'est pas présent à l'état naturel. 
Le sel déprotoné du triazène comportant une charge négative délocalisée entre les trois N est appelé triazoture (triazide en anglais).

## Dérivés
Triazène est aussi le nom générique des dérivés du triazène. Ils contiennent le groupe fonctionnel constitué d'une amine directement liée à un groupe azo, c'est-à-dire R1R2N-N=NR3 où R1, R2 and R3 sont des substituants. Le groupe fonctionnel est aussi appelé groupe diazoamino (mais où seulement un des deux substituants R1 et R3 peut être un hydrogène) parce qu'il est lié au groupe diazo.
Les aryltriazènes, qui sont des espèces stables, peuvent être utilisés comme diazoniums masqués, ces derniers étant très instables. Par simple réaction avec l'acide triflique, un aryltriazène donne un triflate d'aryldiazonium.